# Eupithecia anatolica
Eupithecia anatolica är en fjärilsart som beskrevs av Leo Schwingenschuss 1939. Eupithecia anatolica ingår i släktet Eupithecia och familjen mätare. Inga underarter finns listade i Catalogue of Life.